# Resolució 1030 del Consell de Seguretat de les Nacions Unides
La Resolució 1030 del Consell de Seguretat de les Nacions Unides fou adoptada per unanimitat el 14 de desembre de 1995. Després de recordar les resolucions anteriors 968 (1994) i 999 (1995) sobre la situació al Tadjikistan, el Consell va prorrogar el mandat de la Missió d'Observadors de les Nacions Unides a Tadjikistan (UNMOT) fins al 15 de juny de 1996 i dirigida al procés de reconciliació nacional al país.
A la capital Duixanbe havien començat les converses entre el govern i l'Oposició Tadjik Unida i això va ser acollit amb satisfacció pel Consell de Seguretat. La principal responsabilitat de les parts era resoldre les diferències ells mateixos, i el suport internacional depenia dels seus esforços en aconseguir-ho. Ambdues parts s'havien compromès a cercar la reconciliació pacífica a través de concessions i compromisos. El Consell també va cridar l'atenció sobre la inacceptabilitat de les hostilitats a la frontera amb l'Afganistan.
El mandat de la UNMOT es va estendre fins al 15 de juny de 1996 sobre la condició que l'Acord de Teheran i l'alto el foc es mantinguessin en vigor i les parts es comprometessin a la reconciliació nacional i la promoció de la democràcia. Es va demanar al Secretari General Boutros Boutros-Ghali que informés sobre la situació cada tres mesos.
Es va expressar preocupació pel lent progrés en les converses de pau i va subratllar la necessitat de la immediata implementació de mesures de foment de la confiança. Es va encoratjar el diàleg directe entre el President Emomalii Rahmon i el líder del Moviment de Renaixement Islàmic. Les parts, la UNMOT, les forces de pau de la Comunitat d'Estats Independents, les tropes de la frontera i la missió de l'Organització per a la Seguretat i la Cooperació a Europa també foren instades a treballar més de prop.